# Miss Bolivia 2021
Miss Bolivia 2021 fue la 42.ª edición de Miss Bolivia. Se llevó a cabo el 28 de agosto de 2021 en el estudio 5 de la Red UNO, en la ciudad de Santa Cruz de la Sierra. 25 candidatas compitieron por el título. Al final del evento, Lenka Nemer, Miss Bolivia 2020, de La Paz, coronó a Nahemi Uequin, de Santa Cruz, como su sucesora. Uequin representó a Bolivia en Miss Universo 2021.

## Resultados
Miss Bolivia Universo y demás designaciones
| Posiciones                                                   | Departamento       | Candidata                    |
| Miss Bolivia Universo 2021                                   | - Miss Santa Cruz  | Nahemi Uequin Antelo         |
| Primera finalista (Miss Continentes Unidos Bolivia 2021)     | - Miss Cochabamba  | Fabiola Montaño Román        |
| Segunda finalista (Miss Supranacional Bolivia 2022)          | - Srta. Potosí     | Macarena Castillo Bernal (Δ) |
| Tercera finalista                                            | - Srta. Santa Cruz | Fernanda Antelo Terrazas     |
| Cuarta finalista                                             | - Miss Illimani    | Malena Heredia Torrez        |
| Quinta finalista (Reina Internacional Del Café Bolivia 2022) | - Miss Litoral     | Camila Banzer Pardo          |
| Sexta finalista                                              | - Miss Chuquisaca  | Nicole Lemaitre Ávila        |
| Séptima finalista (Miss Tourism International Bolivia 2022)  | - Miss Tarija      | Antonella Ulloa Arce         |

(Δ) Fue elegida por el voto del público en Internet

### Miss Bolivia Mundo
| Resultado Final                | Departamento  | Candidata               |
| Miss Bolivia Mundo 2021        | - Miss Beni   | Fernanda Rivero Arteaga |
| Virreina de Miss Bolivia Mundo | - Miss Valle  | Adriana Ríos Lara       |
| Primera finalista              | - Srta La Paz | Andrea Torricos Pedriel |

## Relevancia histórica de Miss Bolivia 2021
- Santa Cruz, gana la corona del Miss Bolivia por 30.ª ocasión, siendo el departamento con más coronas nacionales.
- Beni gana el Miss Bolivia Mundo por segundo año consecutivo sumando la octava corona para su departamento.
- Miss Tarija clasifica por sexto año consecutivo.
- Miss Cochabamba  clasifica por tercer año consecutivo.
- Miss Litoral y Srta Santa Cruz repiten clasificación.
- Miss Chuquisaca clasificó por última ocasión en 2019.
- Miss Illimani clasificó por última vez en 2018.
- Srta Potosí clasifica por primera vez en la historia del certamen.
- Miss Valle gana por primera vez el título de Virreina Miss Bolivia Mundo
- Chuquisaca gana el Mejor Traje Típico por quinta ocasión, la última fue en 2015.
- Miss Illimani gana el título de Miss Amistad y simpatía por primera vez.
- Miss Capital debuta en competencia, después de 8 años Chuquisaca vuelve a tener a 3 representantes.
- Srta Illimani  hace su debut por primera vez, y es la primera vez que La Paz tiene cuatro representantes en el Miss Bolivia.

### Otros datos significativos
- Con un total de 25 delegadas esta es la edición con más participantes en la historia del Miss Bolivia, después de las ediciones del 2017 y 2018 (24 participantes).
- En esta edición no se entregó la corona de Miss Bolivia Internacional.
- Lenka Nemer  Miss Bolivia  2020, entregó el título después de 9 meses y 14 días de reinado lo cual la convierte en la Miss Bolivia con el reinado más corto en la historia del certamen.

## Áreas de competencia

#### Concentración
Las 25 candidatas a Miss Bolivia 2021 se concentraron en la sede del concurso en la ciudad de Santa Cruz de la Sierra, el Hotel Radisson dónde estarán hospedadas en el tiempo de la competencia.  

#### Presentación Oficial
El lunes 16 de agosto en Hard Rock Café se realizó la presentación oficial de las veinticinco mujeres que representan a los diferentes departamentos del país.

#### Final
La gala final de Miss Bolivia 2020 se llevó a cabo el 28 de agosto, sin público presencial, y fue transmitido a nivel nacional en señal abierta para toda Bolivia desde los estudios de la Red Uno.
El día 27 de agosto las 25 candidatas se entrevistaron con el panel de jurados y en privado, quienes tomaron en cuenta la impresión general de las chicas y seleccionar así a las finalistas.
Durante la gala final las candidatas serán evaluadas por un Jurado final en las áreas de:
- Opening, donde las 25 candidatas desfilaron en presentación de sus trajes típicos o alegóricos representando a su región.
- Las 25 candidatas desfilaron en una ronda en traje de baño (similares para todas).
- Posteriormente, las mismas desfilaron en traje de noche (elegidos al gusto de cada concursante).
- Basado en el desenvolvimiento en las áreas mencionadas, el jurado eligió las ocho (8) semifinalistas de la noche.
- Las ocho (8) semifinalistas serán sometidas a una ronda de preguntas acerca de temas de actualidad.
- Basado en las respuestas y calificaciones el jurado determinó las posiciones finales y a la ganadora, Miss Bolivia 2021.

#### Jurado
El comité de selección estuvo integrado por:
- Carla Ortiz, cineasta. Embajadora  de buena voluntad de las Naciones Unidas y derechos humanos de Ginebra.
- Rosita Hurtado, diseñadora de modas boliviana.
- Ma. Teresa Roca, abogada de profesión, exdiputada nacional; Miss Beni y Miss Bolivia Mundo 2010.
- Veronica Pino, Miss Tarija y Miss Bolivia Mundo 1992
- Javier Pacheco,  destacado cirujano Plástico Gerente Propietario de Medical Center
- Deanne Canedo Patiño, Directora Creativa de la casa de diseño Beatriz Canedo Patiño.
- Rodrigo Lora, Empresario potosino hotelero, Gerente Comercial del Hotel de sal Luna Salada.
- Notaria de fe pública: Dra. Claudia Heredia
- Dr. Abel Montaño veedor en calidad de asesor de la empresa Promociones Gloria.

## Títulos previos
| Títulos                                | Departamento      | Candidata                |
| Chica AmasZonas                        | - Srta Potosí     | Macarena Castillo Bernal |
| Mejor Sonrisa Orest                    | - Miss Tarija     | Antonella Ulloa Arce     |
| Embajadora Nueva Santa Cruz            | - Miss Santa Cruz | Nahemi Uequin Antelo     |
| Miss Silueta Medical Center            | - Miss Cochabamba | Fabiola Montaño Román    |
| Miss Huavi                             | - Miss Beni       | Fernanda Rivero Artega   |
| Miss Deportes Vip Center               | - Miss Valle      | Adriana Ríos Lara        |
| Miss Fotogénica Las Loritas            | - Miss Potosí     | Mónica Valle Requena     |
| Mejor Traje Típico                     | - Miss Chuquisaca | Nicole Lemaitre Ávila    |
| Mejor Proyecto «Belleza con Propósito» | - Miss Cochabamba | Fabiola Montaño Román    |
| Miss Amistad y Simpatía                | - Miss Illimani   | Malena Heredia Torrez    |

## Candidatas
25 candidatas compitieron por el título.
(En la tabla se utiliza su nombre completo, los sobrenombres van entrecomillados y los apellidos utilizados como nombre artístico, entre paréntesis; fuera de ella se utilizan sus nombres «artísticos» o simplificados).
| Candidata              | Nombre                              | Edad | Estatura        | Ciudad de Origen        |
| Miss Beni              | María Fernanda Rivero Arteaga       | 22   | 1,64 m (5′ 5″)  | Trinidad                |
| Srta. Beni             | Jarmila Sandoval Zabala             | 18   | 1,67 m (5′ 6″)  | Guayaramerin            |
| Miss Capital           | Daniela Anahi López Velarde         | 22   | 1,70 m (5′ 7″)  | Huacareta               |
| Miss Cochabamba        | Mayra Fabiola Montaño Román         | 28   | 1,65 m (5′ 5″)  | Cochabamba              |
| Srta. Cochabamba       | Alejandra Torrico Santiváñez        | 24   | 1,68 m (5′ 6″)  | Cochabamba              |
| Miss Chuquisaca        | Nicole Lemaitre Ávila               | 23   | 1,72 m (5′ 8″)  | Sucre                   |
| Srta. Chuquisaca       | Laura Yasendy Zalazar Barrero       | 24   | 1,71 m (5′ 7″)  | Sucre                   |
| Miss Illimani          | Malena Heredia Torrez               | 18   | 1,80 m (5′ 11″) | Chicaloma               |
| Srta Illimani          | Fabiana Micaela Rodríguez Guachalla | 23   | 1,78 m (5′ 10″) | Ciudad de La Paz        |
| Miss La Paz            | Diana Esther Cuellar Espinoza       | 25   | 1,76 m (5′ 9″)  | Ciudad de La Paz        |
| Srta. La Paz           | Andrea Mariel Torricos Pedriel      | 27   | 1,71 m (5′ 7″)  | Ciudad de La Paz        |
| Miss Litoral           | Camila Banzer Pardo                 | 20   | 1,65 m (5′ 5″)  | Santa Cruz de la Sierra |
| Srta. Litoral          | María José Ramírez Viera            | 22   | 1,74 m (5′ 9″)  | Santa Cruz de la Sierra |
| Miss Llanos Tropicales | Giliana Chávez Valdivia Alvarado    | 21   | 1,73 m (5′ 8″)  | Rurrenabaque            |
| Miss Oruro             | Fulvia Raphaela Flores Montaño      | 26   | 1,68 m (5′ 6″)  | Ciudad de Oruro         |
| Srta. Oruro            | Jessica Chacón Morales              | 24   | 1,64 m (5′ 5″)  | Ciudad de Oruro         |
| Miss Pando             | Rita Jael Galeb Espinoza            | 24   | 1,63 m (5′ 4″)  | Cobija                  |
| Miss Potosí            | Mónica Elizabeth Valle Requena      | 26   | 1,65 m (5′ 5″)  | Potosí                  |
| Srta. Potosí           | Macarena Manuela Castillo Bernal    | 23   | 1,72 m (5′ 8″)  | Tupiza                  |
| Miss Santa Cruz        | Nahemi Uequin Antelo                | 20   | 1,78 m (5′ 10″) | Santa Cruz de la Sierra |
| Srta. Santa Cruz       | Fernanda Antelo Terrazas            | 22   | 1,72 m (5′ 8″)  | Santa Cruz de la Sierra |
| Miss Tarija            | Antonella Ulloa Arce                | 21   | 1,66 m (5′ 5″)  | Yacuiba                 |
| Srta. Tarija           | Andrea Roux Hernández               | 24   | 1,73 m (5′ 8″)  | Cercado                 |
| Miss Valle             | Adriana Ríos Lara                   | 24   | 1,71 m (5′ 7″)  | Cochabamba              |
| Miss Villa Imperial    | Abigail Leslie Oña Garabito         | 27   | 1,66 m (5′ 5″)  | Potosí                  |

### Designaciones
Debido a las condiciones sanitarias de la pandemia y las restricciones con las que cuenta cada departamento, distintas organizaciones optaron por la designación de sus representantes rumbo al Miss Bolivia 2021.
- Fernanda Rivero (Miss Beni) y Jarmila Sandoval (Srta. Beni) fueron designadas tras no haberse realizado la final departamental.

- Fabiola Montaño (Miss Cochabamba), Alejandra Torrico (Srta. Cochabamba) y Adriana Ríos (Miss Valle) fueron designadas por el equipo de Élite Company y Promociones Gloria.

- Fulvia Flores (Miss Oruro) y Jessica Chacón (Srta. Oruro) fueron seleccionadas internamente por la organización orureña.

- Rita Galeb (Miss Pando) fue designada de manera directa por su organización departamental.

- Antonella Ulloa (Miss Tarija) y Andrea Roux (Srta. Tarija) fueron designadas tras no realizarse la final departamental.

## Datos acerca de las candidatas
- Algunas de las delegadas del Miss Bolivia 2021 han participado, o participarán, en otros certámenes regionales, nacionales e internacionales de importancia:
  - Fernanda Rivero (Miss Beni) es Miss Trinidad 2021.
  - Jarmilla Sandoval (Srta. Beni) es Srta. Trinidad 2021.
  - Fabiola Montaño (Miss Cochabamba) fue Miss Feria 2015, Reina de los Caporales San Simón 2016 y Reina del Carnaval Cochabambino 2016.
  - Fulvia Flores (Miss Oruro) fue Srta. Expoteco 2013.
  - Jessica Chacón (Srta. Oruro) participó sin éxito en Miss Oruro 2015 obtuvo el título Miss Amistad.
  - Monica Valle (Miss Potosí) ganó el Mini Reina Mundial 2005 en República Dominicana.
  - Macarena Castillo (Srta. Potosí) es Miss Tupiza 2021.
  - Antonella Ulloa (Miss Tarija) fue Reina del Carnaval Chaqueño 2016 y Reina de las Américas 2016.
  - Andrea Roux (Srta. Tarija) fue Reina del Carnaval Chapaco 2015.
  - Abi Oña (Miss Villa Imperial) fue Reina Interprovincial del Deporte 2016.

- Algunas de las delegadas nacieron o viven en otro departamento, región o país al que representarán, o bien, tienen un origen étnico distinto:
  - Nicole Lemaître (Miss Chuquisaca) tiene ascendencia francesa.
  - Diana Cuellar (Srta. La Paz), nació en Puerto Suárez, Santa Cruz, pero reside en La Paz.
  - Macarena Castillo (Srta. Potosí) es de padre chileno y madre boliviana.
  - Nahemi Uequin (Miss Santa Cruz), tiene ascendencia argentina y libanesa por el lado paterno.
  - Fernanda Rivero (Miss Beni), Rita Galeb (Miss Pando), Mónica Valle (Miss Potosí) y Antonella Ulloa (Miss Tarija) residen en Santa Cruz de la Sierra.

- Otros datos significativos de algunas delegadas:
  - Fernanda Rivero (Miss Beni), Nahemi Uequin (Miss Santa Cruz) y Fernanda Antelo (Srta. Santa Cruz) fueron modelos de la prestigiosa agencia Las Magníficas de Pablo Manzoni.
  - Nicole Lemaître (Miss Chuquisaca) es prima hermana de Miss Bolivia 2009, Claudia Arce Lemaitre.
  - Antonella Ulloa (Miss Tarija) participó del reality de competencia El Pasaporte transmitido por la Red PAT.
  - La candidata con mayor edad al momento de la elección es Miss Cochabamba con 28 años. Las candidatas con menor edad son Srta. Beni y Miss Illimani con 18 años de edad.
  - La candidata con mayor estatura es Miss Illimani con 1.80 m. La candidata con menor estatura es Miss Pando con 1.60 m.

## Debuts, regresos y retiros en el Miss Bolivia 2021
- Debuts 
  - Miss Llanos Tropicales se presenta por primera vez en competencia.
  - Srta Illimani hace su debut en el Miss Bolivia, siendo la primera vez que el departamento de La Paz envía cuatro representantes.
  - El título de Miss Capital se usa por primera vez en competencia, ya que antes la tercera representante de Chuquisaca se presentaba bajo el título de Miss La Plata
- Regresos
  - Miss Valle que participó por última vez en 2018.
  - Miss Villa Imperial que se presentó por última ocasión en 2017
- Retiros 
  - Miss Residentes no participa en esta edición  del Miss Bolivia debido a que Promociones Gloria no designó candidata al nacional.

- Datos: Q107981488